# Джо Скотт (музикант)
Джо Скотт (англ. Joe Scott), повне ім'я Джо́зеф Вейд Скотт (англ. Joseph Wade Scott; 2 грудня 1924, Тексаркана, Арканзас — 6 березня 1979, Калвер-Сіті, Каліфорнія) — американський ритм-енд-блюзовий автор пісень, трубач, композитор і аранжувальник. Також працював як A&R-директор на лейблах Duke і Peacock Records. Працював з Боббі Блендом.

## Біографія
Народився 2 грудня 1924 року в Тексаркані, штат Арканзас. Син Чонсі С. Скотта і Джонні Мей Райс.
У середині 1950-х років оселився в Х'юстоні, штат Техас, де став працювати як A&R-менеджер і аранжувальник на лейблах Дона Робі Duke і Peacock Records. Як аранжувальник працював з такими виконавцями, як Мері Адамс, Бадді Ейс, Кларенс «Гейтмаут» Браун, Боббі «Блу» Бленд, Ларрі Девіс, Чак Едварс, Роско Гордон, Гледіс Гілл, Мілдред Джонс, Джо Медвік, Джуніор Паркер і Віллі Мей «Біг Мама» Торнтон. Саме його аранжування створили так зване типове «звучання лейблу Duke», що особливо відобразилось на записах Боббі Бленда. Як трубач грав у складі гурту Біллі Гарві, який акомпанував артистам Duke. Писав композиції та аранжування для зіркових артистів. Як A&R-менеджер, композитор і аранжувальник працював з Фентоном Робінсоном, Тедом Тейлором і Ларрі Девісом. Часто акомпанував зі своїм оркестром музикантам лейблу Ейсу, Бленду та Паркеру під час їхніх гастролів.
Написав пісні (часто у співавторстві з Робі) «Lead Me On», «Turn On Your Love Light» і «Ain't Nothing You Can Do» Боббі Бленда; «Texas Flood» Ларрі Девіса, «Never Let Me Go» Джонні Ейса і «Annie Get Your Yo-Yo» Джуніора Паркера.
У 1960 році Джо зі своєю дружиною Барбарою переїхали до Каліфорнії. Записувався як соліст у 1962 році на Peacock («The King Bee»/«Pickin' Heavy»).
Помер 6 березня 1979 року в Меморіальній лікарні Бротмена у Калвер-Сіті, Каліфорнія у віці 54 років. Похований на кладовищі Інглвуд-Парк в Каліфорнії.

## Дискографія
- «The King Bee»/«Pickin' Heavy» (Peacock, 1962)